# Петро Башук
Петро́ Іва́нович Башу́к (псевдо: «Чок», «Зборовський»; 26 листопада 1911, Пивовщина, нині частина Себечева Сокальського району — 29 травня 1995, Вінніпег) — український громадський та військовий діяч.

## Життєпис

### Початок життєвого шляху
Народився у селі Пивовщина Сокальського повіту (нині частина села Себечів, Сокальський район, Львівська область, Україна).
Навчався в народній школі у селі Себечів та гімназії отців Редемптористів у Львові, згодом в Українській державній гімназії в Перемишлі.
Зарахований до Лювенського університету в Бельгії. Однак, через заборону польської влади йому не видали документів. Відтак став студентом журналістики Варшавського університету — 1933—1934 роки.

### Діяльність за Польщі
На початку 1930-х років стає членом ОУН, входив до районового керівного складу Белзчини. У липні 1934 — квітні 1935 року політв'язень табору у Березі Картузькій.
У 1935—1936 роках працював у видавництві «Дешева книжка» у Львові, збирав матеріали на Горохівщині про історію козачого руху: розвідки вийшли брошурою; дописував статті до місячника «Молодняк» та двотижневика «Самоосвітник».
Протягом 1936—1937 років урядував в філії товариства «Рідна школа» у Белзі й Сокалі.
Організатор читалень Просвіт, кружків Рідної школи та ощадкас Українського банку.
Постійно з агітацією бував у Радехівському, Кам'янецькому, Равському повітах, на Волині та Холмщині; організовував ламання «Сокальського кордону», влаштованого польською владою для унеможливлення впливу з Галичини на решту українських земель у складі Польщі.
Входив до окружного проводу Сокальщини на чолі з Василем Сидором, один із засновників та командирів самооборонної групи «Вовки».
В серпні 1937 — липні 1939 року запроторений до в'язниці Бригідки у Львові, що на вулиці Городоцькій. Там стає членом Ради політичних в'язнів та учасником масового політичного голодування в 1938 році. За це його ізолюють в камері-одиночці, та ще 6 разів продовжують затримання. У тому ж часі там перебував Ярослав Гайвас; ув'язені займалися самоосвітою — українознавство та ідеологічно-політична проблематика.
16 липня 1939 року Канюка, Стемпєнь, Башук і Гайвас втекли з тюрми.

### Радянсько-польська війна
У серпні 1939 року прибув на Полісся, Крайовий Провідник ОУН В. Тимчій призначив його провідником ОУН на Поліссі.
Керував дослідженням переходів через кордон, пунктів переховування у Пинському, Дорогичинському, Столинському, Давигородському, Сарненському, Лунинецькому повітах.
Ходив з іншими членами ОУН від села до села та готували людей до повстання. 3 вересня видав відозву та летючки із закликами не йти в польську армію, а вступати в ОУН, того ж вечора зголосилися перші добровольці.
Налагодив контакт з Другим секретарем КПЗУ на Поліссі Федором, їм у випадку провалу повстання гарантовано безпеку, по їх пропозиції відділ названо Поліським Лозовим Козацтвом, Башук його очолює.
Військовий штаб був в такому складі: Володимир Війтюк — «Погоня», Василь Загакайло — «Білий», Орест Зовенко — «Ховайло» — «Ромашківський», інші.
Протягом 3 днів було роззброєно військові станиці й постерунки поліції в околицях Скибич, Кліщів, Мотоля, інших сіл, захопили ґвинтівки, кулемети та набої.
Створено збройні загони у Гутові, Дорогичині, Кленках, Окдимирі, Скибичах, Стрільній, Янові Поліському. Відбувалися бої військових загонів ОУН з відділами польського війська, що у воєнному хаосі грабували села.

### У період нацистської окупації
Протягом 1939—1941 років — повітовий провідник ОУН на Белзчині, співробітник Крайового провідника ОУН Івана Климіва — «Леґенди».
На Закерзонні допомагав організовувати сільські кооперативи, Рідні школи, входив до Українського допомогового комітету як організаційний референт.
Брав участь у підготовці, проведенні та навчанні молоді на вишкільних курсах — села Турковичі і Ощів та в підстаршинській школі у селі Варяж.

### Друга світова війна
На початку 1941 року заарештований німцями і вивезений до Кракова із забороною повертатися на українські землі.
В Кракові брав участь у вишколі членів похідних груп ОУН на випадок війни між Німеччиною та СРСР.
Після початку нацистсько-радянської війни нелегально прибув до Львова, від імені Українського допомогового комітету керував перехідною станицею для військовополонених, розташованій на вулиці Клепарівській; переходить в збройне підпілля ОУН.
В січні 1943 року був заарештований гестапо за допомогу полоненим українця у втечі, перебував з дружиною Наталією Леонтович у Львові у в'язниці на вулиці Лонцького, катував Віллі Вірзінг.
1 жовтня 1943 року відправлений у концтабір Аушвіц, де перебував до 18 листопада 1944 року; пізніше мешкав у Кракові, Відні, Празі, Братиславі.

### Повоєнна діяльність
1945 року переїхав до Мюнхена, 1946 року до Лювена (Бельгія). В Бельгії був співорганізатором Українського допомогового комітету.
1946 року вибраний делегатом на Світовий конгрес молоді в Празі. Там зустрів дружину та дочку і нелегально переправив їх у Бельгію.
Працював у Мюнхені в Головній управі Ліги українських політичних в'язнів та структурах ОУН.
1949 року переїхав до Вінніпега; член Теренового Проводу ОУН.
Виконував доручення Голови Проводу ОУН Степана Бандери та Степана Ленкавського в 1950—1960 роках у Південній Америці.
Співзасновник кредитового товариства «Віра», член Головної управи Ліги Визволення України — з 1954 року працював в ньому організаційним референтом.
Був в складі Братства українців-католиків, Екзекутиви й Президії Конґресу Українців Канади, Товариства Української студіюючої молоді ім. М. Міхновського, Спілки Української Молоді.
Член Крайової управи Спілки української молоді, організовував осередки в Аргентині, Бразилії, Парагваї.
1985 року вибраний до Головної управи Другого Конгресу Світової ліги українських політв'язнів німецьких концтаборів і тюрем.
Був головою комісії з побудови пам'ятника Т. Шевченка у Вінніпезі.
Засновник Фундації Тараса Шевченка та член її Дирекції, член видавництва і редакційної колегії «Гомону України» та постійний кореспондент.
Писав літературні нариси, статті, есе, спогади.
Нагороджений Шевченківською медаллю, грамотами Просвіти, Товариства української студіюючої молоді в Аргентині, видавництва «Поступ».
Похований на цвинтарі Святої Родини у Вінніпезі.

## Вшанування
У Львові встановлений пам'ятний знак про втечу політв'язнів — членів ОУН з польської в'язниці «Бригідки» — в пам'ять про пластунів — членів ОУН, політв'язнів Ярослава Гайваса, Петра Башука, Петра Канюки, які здійснили 16 червня 1939 року відчайдушну втечу з польської в'язниці «Бригідки».